# میدان احسان

میدان احسان یا فلکه احسان یک میدان در شیراز است که در تقاطع بلوارهای شهید رجایی (فرهنگ‌شهر)، دکتر شریعتی (معالی‌آباد) و پرستار قرار دارد. یک تقاطع غیرهم‌سطح نیز بر روی این میدان ساخته شده‌است.

## ترابری

### خیابان‌ها
- بلوار شهید رجایی (فرهنگشهر)
- بلوار دکتر شریعتی (معالی‌آباد)
- بلوار پرستار

### اتوبوسرانی
- خط ۳۹
- خط ۱۳۸
- خط ۱۵۰

### مترو
- ایستگاه متروی احسان